# Arcidiocesi di Taranto

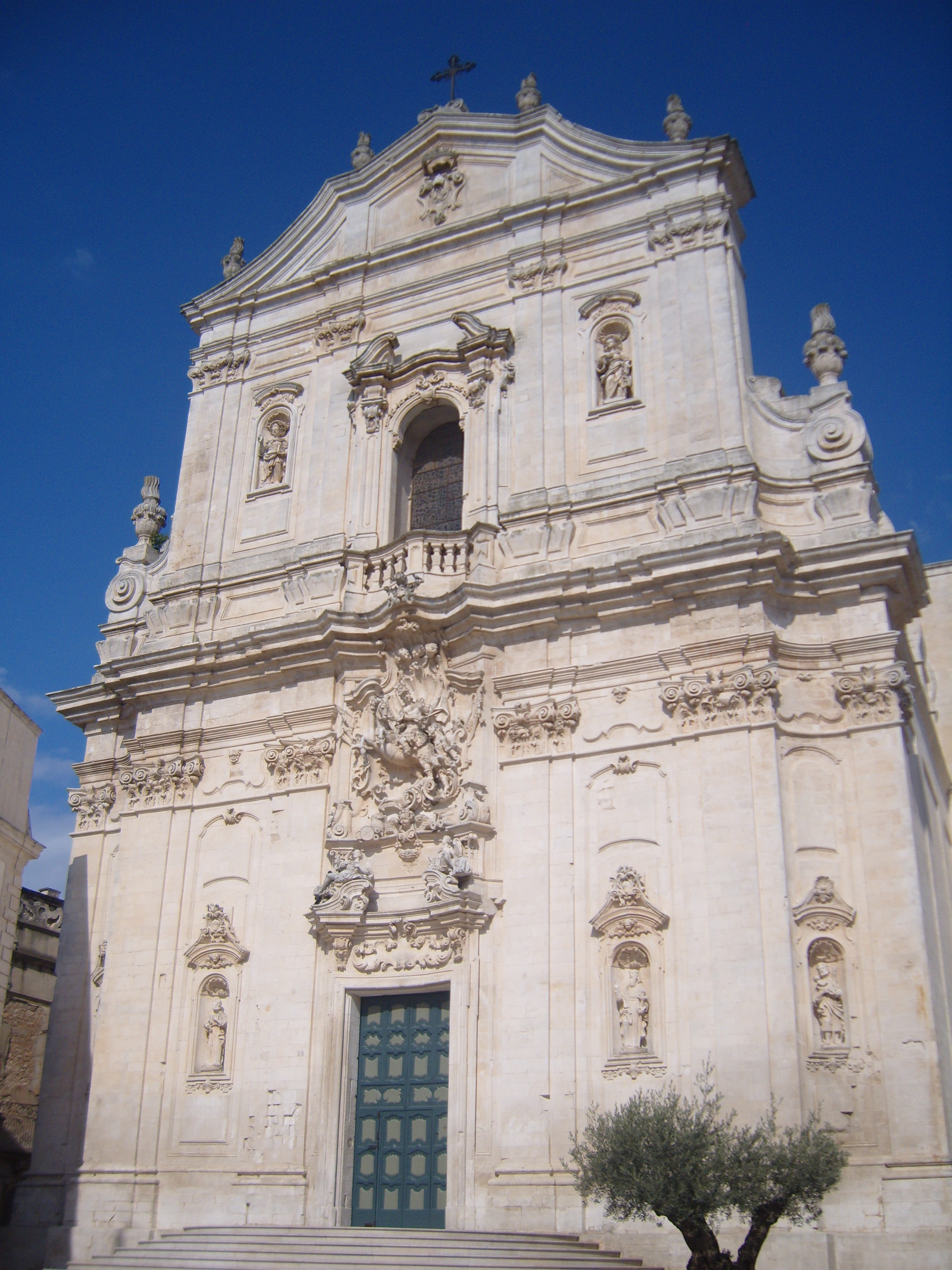
La basilica minore di San Martino a Martina Franca.

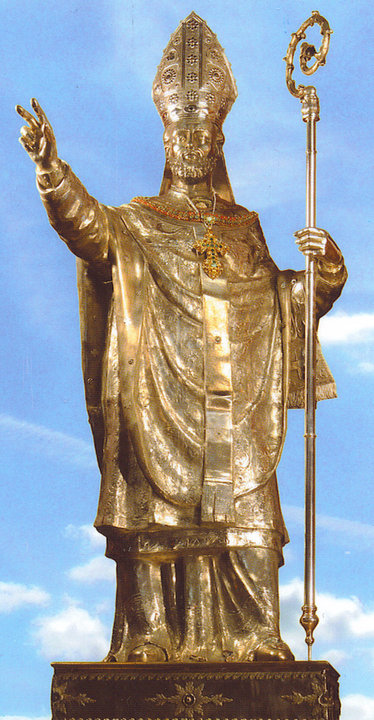
San Cataldo, patrono dell'arcidiocesi di Taranto.

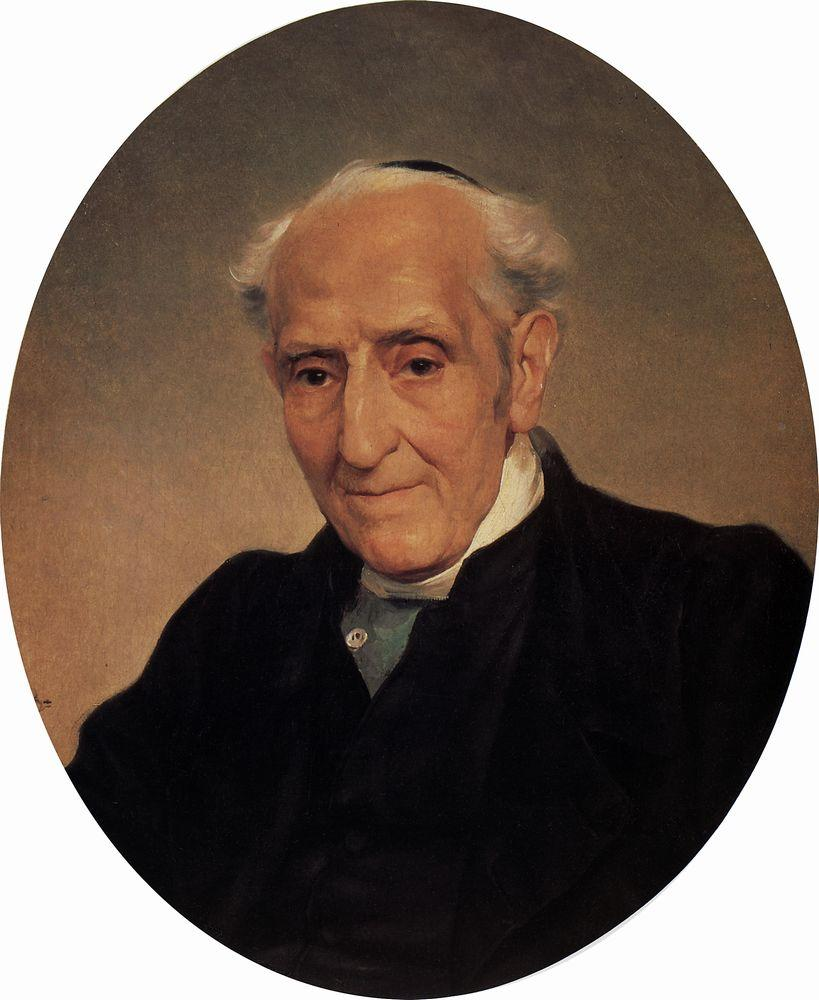
L'arcivescovo Giuseppe Capecelatro (1778-1817), a cui è dedicata la biblioteca arcivescovile.

L'arcidiocesi di Taranto (in latino Archidioecesis Tarentina) è una sede metropolitana della Chiesa cattolica in Italia appartenente alla regione ecclesiastica Puglia. Nel 2023 contava 375.700 battezzati su 385.900 abitanti. È retta dall'arcivescovo Ciro Miniero.

## Territorio
L'arcidiocesi comprende 18 comuni della provincia di Taranto: Carosino, Crispiano, Faggiano, Fragagnano, Grottaglie, Leporano, Lizzano, Martina Franca, Monteiasi, Montemesola, Monteparano, Pulsano, Roccaforzata, San Giorgio Ionico, San Marzano di San Giuseppe, Statte, Taranto e Torricella.
Sede arcivescovile è la città di Taranto, dove si trovano la cattedrale di San Cataldo e la concattedrale della Gran Madre di Dio. A Martina Franca sorge la basilica minore di San Martino.
Il territorio si estende su una superficie di 1.056 km² ed è suddiviso in 86 parrocchie, raggruppate in:
- 11 vicarie: Crispiano - Statte, Grottaglie, Martina Franca, Pulsano, San Giorgio Ionico, Taranto Borgo, Taranto Nord, Taranto Orientale I, Taranto Orientale II, Taranto Paolo VI, Taranto Sud e Talsano;
- e 1 unità pastorale: Taranto Isola.

La provincia ecclesiastica di Taranto, documentata dal XII secolo, comprende due diocesi suffraganee, Castellaneta e Oria.

## Storia
Secondo la tradizione petrina, diffusa in tutta la Puglia, l'apostolo Pietro, nel suo viaggio verso Roma, sbarcato a Taranto, vi avrebbe fondato la prima comunità cristiana, e avrebbe consacrato Amasiano come primo vescovo. Altro vescovo attribuito dalla tradizione a Taranto fu san Cataldo, patrono dell'arcidiocesi, che studi recenti tuttavia collocano fra il VII e l'VIII secolo.
La diocesi è documentata con certezza sul finire del V secolo. In una lettera di papa Gelasio I (databile tra il 492 e il 496), il pontefice annuncia alla comunità cristiana di Taranto l'invio del nuovo vescovo Pietro, consacrato a Roma; questo vescovo potrebbe essere identificato con altri vescovi omonimi, ma senza indicazione della sede di appartenenza, menzionati nelle lettere di papa Gelasio, e con il vescovo Pietro, senza indicazione della diocesi, che prese parte al concilio romano del 495. Grazie all'epistolario di Gregorio Magno, sono noti altri due vescovi tarantini tra VI e VII secolo: Andrea (593), accusato a Roma di concubinaggio e di aver causato la morte di una donna; e Onorio, che nel 603 fece costruire un battistero presso la ecclesia sanctae Mariae.
Tra VII e VIII secolo, tre vescovi tarantini presero parte a sinodi romani. Giovanni I partecipò al concilio lateranense del 649 indetto da papa Martino I per condannare l'eresia del monotelismo. Germano nel 680 fu tra i padri del concilio romano di papa Agatone, che ancora una volta condannò il monotelismo; la sua firma appare nella lettera sinodale inviata a Costantinopoli e annessa agli atti del concilio ecumenico del 680/681. Aufredo partecipò nel 743 al concilio convocato da papa Zaccaria.
La città di Taranto subì alterne vicende, conquistata prima dai Goti, poi dai Bizantini, presa dai Longobardi, e per quarant'anni occupata dai Saraceni. In tutto questo periodo la diocesi rimase sempre sotto la giurisdizione della Chiesa d'Occidente e dei papi di Roma, anche dopo la presa definitiva dei bizantini alla fine del IX secolo. Benché il rito dominante fosse quello latino, comunità di lingua e di rito greco si svilupparono nell'entroterra e in alcune comunità monastiche. In un documento del 978 del principe di Capua Pandolfo, Giovanni II fu il primo a ricevere il titolo di arcivescovo. Il secondo arcivescovo noto è Dionisio, che nel 1028, ventunesimo anno del suo pontificato, fece donazione ai monaci di Cava della chiesa di San Benedetto.
Nella seconda metà dell'XI secolo Taranto fu conquistata dai Normanni. Il primo arcivescovo dell'epoca normanna è Drogone, che nel 1071 eresse la cattedrale, dopo che la precedente fu distrutta dai Saraceni. Le fonti dell'epoca riportano che durante gli scavi per il nuovo edificio furono trovate le reliquie di san Cataldo, proclamato patrono della città e della diocesi.
L'arcivescovo Angelo, sulla cattedra tarantina alla fine del XII secolo, fu impiegato in parecchie ambasciate vicino a papa Innocenzo III. «La città aveva in questo periodo importanti monasteri: da ricordare quello benedettino di San Pietro Imperiale, quello basiliano di San Vito del Pizzo e quello cistercense di Santa Maria del Galeso. Vi erano anche due monasteri femminili. Nel XV secolo si insediarono i francescani (minori osservanti), i domenicani e gli agostiniani. Nel secolo successivo avremo anche i minimi, i fatebenefratelli e i carmelitani calzati.»
La provincia ecclesiastica di Taranto è documentata a partire dal XII secolo; originariamente comprendeva le diocesi di Castellaneta e di Mottola; nel 1591 fu aggiunta la diocesi di Oria.
Il cardinale Marcantonio Colonna introdusse la riforma tridentina ed istituì il seminario arcivescovile, inaugurato il 1º giugno 1568. Lo stesso vescovo indisse un sinodo provinciale per attuare i decreti conciliari. I numerosi sinodi celebrati dagli arcivescovi nel corso del Seicento favorirono l'opera di riforma morale e religiosa dell'arcidiocesi, sulla scia del tridentino; tra i prelati si distinsero in particolare gli arcivescovi Ottavio Mirto Frangipane (1605-1612), Bonifazio Caetani (1613-1617), il teatino Tommaso Caracciolo (1637-1663), e Francesco Pignatelli (1683-1703), nominato in seguito arcivescovo di Napoli.
Tra Settecento e Ottocento, la vita e la storia dell'arcidiocesi è segnata dal lungo episcopato di Giuseppe Capecelatro (1778-1817). «Questo eminente arcivescovo, che per le sue doti culturali vantava conoscenze in tutte le corti europee, compresa quella di San Pietroburgo, oltre che un fine intellettuale e politico, fu anche un attento pastore della diocesi, come attestano le sue visite pastorali e i numerosissimi editti emanati in circa quaranta anni di episcopato: disciplina e cultura del clero, un'aggiornata ratio studiorum per il seminario, la catechesi al popolo in lingua volgare, l'assistenza ai moribondi, l'attenzione al complesso mondo confraternale, la lotta alla falsa religiosità popolare per una vera religiosità popolare per vivere una fede più sicura autentica sono alcuni degli elementi portanti e costanti di tutta la sua feconda e incisiva azione pastorale».
Tra Ottocento e Novecento l'arcidiocesi fu guidata da altre grandi figure di vescovi: Giuseppe Rotondo (1855-1885), che non accettando l'unità d'Italia, fu esiliato prima a Napoli e poi a Roma; Pietro Alfonso Iorio (1885-1908), che introdusse in diocesi l'Azione Cattolica; Orazio Mazzella (1917-1934), che difese a oltranza le istituzioni cattoliche contro i soprusi del governo fascista.
Agli inizi del Novecento furono aboliti gli ultimi resti del rito greco; infatti nelle feste principali dell'anno liturgico, la seconda lettura e il vangelo venivano cantati in cattedrale prima in latino e poi in greco.
Nel 1968 papa Paolo VI visitò la città e l'arcidiocesi e celebrò la messa della notte di Natale tra gli operai del Centro siderurgico tarantino. Nell'ottobre del 1989 papa Giovanni Paolo II compì una visita apostolica all'arcidiocesi tarantina.
L'arcivescovo Guglielmo Motolese governò la sede tarantina per trent'anni, dapprima (1957) come amministratore apostolico sede plena, a causa della malattia che colpì l'anziano arcivescovo Ferdinando Bernardi, e poi come arcivescovo; a lui si deve la decisione di costruire un nuovo grande edificio di culto nella parte nuova della città, dedicato alla Gran Madre di Dio, realizzato dall'architetto Gio Ponti ed inaugurato il 6 dicembre 1970. Lo stesso Motolese fu vescovo di Castellaneta dal 1974 al 1980, unendo così per sei anni in persona episcopi le due sedi.

## Cronotassi dei vescovi
Si omettono i periodi di sede vacante non superiori ai 2 anni o non storicamente accertati.
- Sant'Amasiano ? † (I secolo)[10]
- Pietro (Innocenzo) † (al tempo di papa Gelasio I - 492-496)
- Andrea † (prima di novembre 592 - dopo giugno 593)[11]
- Onorio † (menzionato nel 603)
- Giovanni I † (menzionato nel 649)
- Gervasio I ? † (menzionato nel 659)[12]
- Antonio ? † (VII secolo)[13]
- Germano † (menzionato nel 680)
- San Cataldo ? † (VII secolo)
- Aufredo (o Anfrido o Cesario) † (menzionato nel 743)
- Anonimo † (all'epoca di papa Stefano V - 885-891)[14]
- Giovanni II † (menzionato nel 978)
- Dionisio † (circa 1007 - dopo il 1028)
- Alessandro Facciapecora ? † (menzionato nel 1040)
- Stefano ? † (? - 1041 deceduto)[15]
- Cinnamo † (prima del 1040 - dopo il 1049)[16]
- Drogone † (circa 1053 - dopo il 1071)
- Orso † (menzionato nel 1080)[17]
- Basilio ? † (prima del 1084 - dopo il 1085)
- Alberto † (menzionato nel 1092)
- Giacomo ? † (menzionato nel 1098)
- Stefano Filomarino † (? - 1102)
- Monaldo (o Maraldo) † (menzionato nel 1102)[18]
- Rainaldo † (1106 - 1119)
- Gualtiero I (detto domini Goffridi) † (menzionato nel 1128)[19]
- Rosemanno † (menzionato nel 1133)[19]
- Filippo, O.Cist. † (circa 1135 - 1139 deposto)[19]
- Giraldo I † (1139 - dopo il 1172)[20]
- Basilio Paleano † (prima del 1177 - dopo il 1181)[21]
- Gervasio II † (prima del 1187 - circa 1194[22] deceduto)[23]
- Angelo, O.E.S.A. † (20 gennaio 1195 - aprile/luglio 1200 deceduto)[23]
  - Sede vacante (luglio 1200 - gennaio 1202)[23]
- Giraldo II (1202 - ? deceduto)[24]
- Nicola I † (menzionato nel 1205)[23]
- Berardo † (prima di giugno 1208 - dopo il 1211)[23]
- Gualtiero II † (prima di ottobre 1215[25] - febbraio/dicembre 1218[26] deceduto)
- Nicolò II † (20 novembre 1219[27] - dopo agosto 1247 deceduto)[23]
  - Sede vacante (1248-1252)
- Enrico Cerasolo I † (25 marzo 1252 - luglio/ottobre 1274 deceduto)[28]
- Enrico Cerasolo II † (prima del 12 marzo 1276[29] - dopo il 20 aprile 1297 deceduto)[30]
- Gualtiero Saraceno † (22 giugno 1299 - 1301 deceduto)
- Gregorio da Capua, O.P. † (13 novembre 1301 - 1334 deceduto)
- Ruggero Capitignano-Taurisano[31] † (26 aprile 1334 - 1348 deceduto)
  - Bertrando di Castronovo † (1348 - 7 gennaio 1349 nominato arcivescovo di Salerno) (vescovo eletto)
- Giacomo de Atri † (7 gennaio 1349 - 15 luglio 1381[32] deceduto)
- Obbedienza avignonese:
  - Martino † (20 novembre 1381 - ? deceduto)
  - Matteo Spina † (28 maggio 1384 - deceduto prima del 25 luglio 1399)[33]
- Obbedienza romana e pisana:
  - Marino del Giudice † (4 giugno 1380 - dicembre 1385 deceduto)
  - Pietro Amely di Brunac, O.E.S.A. † (circa 1386 - 12 novembre 1387 nominato patriarca di Grado)
  - Pietro † (12 aprile 1389 - ? deceduto)
  - Elisario, O.S.B. † (27 giugno 1391 - ?)
  - Bartolomeo d'Aprano † (? - 17 marzo 1400 nominato arcivescovo di Salerno)
  - Jacopo Palladini † (24 marzo 1400 - 16 novembre 1401 nominato vescovo di Firenze)
  - Alamanno Adimari † (16 novembre 1401 - 3 novembre 1406 nominato arcivescovo di Pisa)
- Ludovico Bonito † (29 luglio 1407 - 1412 dimesso)
  - Rinaldo Brancaccio † (3 luglio 1412 - 1420 dimesso) (amministratore apostolico)
- Giovanni Berardi di Tagliacozzo † (20 ottobre 1421 - 19 dicembre 1439 dimesso)
  - Giuliano Cesarini † (circa 1440 - 7 marzo 1444 dimesso) (amministratore apostolico)
- Mario Orsini † (30 luglio 1445 - 1471 deceduto)
- Latino Orsini † (30 ottobre 1472 - 11 agosto 1477 deceduto)
  - Giovanni d'Aragona † (10 novembre 1477 - 17 ottobre 1485 dimesso) (amministratore apostolico)
- Giovanni Battista Petrucci † (17 novembre 1485 - 26 gennaio 1489 dimesso)[34]
- Francesco de Perez † (26 gennaio 1489 - 1491 deceduto)
  - Giovanni Battista Orsini † (5 novembre 1491 - 24 settembre 1498 dimesso) (amministratore apostolico)
- Enrico Bruno, O.P. † (24 settembre 1498 - 1509 deceduto)
- Orlando Carretto della Rovere † (10 ottobre 1509 - 24 aprile 1510 nominato arcivescovo di Nazareth)
- Giovanni Maria Poderico † (24 aprile 1510 - 1524 deceduto)
- Francesco Armellini Pantalassi de' Medici † (15 dicembre 1525 - ottobre 1527 deceduto)
- Girolamo d'Ippolito, O.P. † (18 gennaio 1528 - 1528 deceduto)
- Antonio Sanseverino † (31 agosto 1528 - 17 agosto 1543 deceduto)
- Francesco Colonna † (22 ottobre 1544 - 1560 deceduto)
- Marcantonio Colonna † (9 luglio 1560 - 13 ottobre 1568 nominato arcivescovo di Salerno)
- Girolamo da Correggio † (13 maggio 1569 - 9 ottobre 1572 deceduto)
- Lelio Brancaccio † (15 luglio 1574 - 1599 deceduto)
- Juan de Castro, O.S.B.Clun. † (20 marzo 1600 - 11 novembre 1601 deceduto)
  - Sede vacante (1601-1605)
- Ottavio Mirto Frangipane † (20 giugno 1605 - 24 luglio 1612 deceduto)
- Bonifazio Caetani † (22 aprile 1613 - 24 giugno 1617 deceduto)
- Antonio d'Aquino † (23 luglio 1618 - prima del 27 agosto 1627 deceduto)
- Francisco Sánchez Villanueva y Vega † (24 gennaio 1628 - 23 settembre 1630 nominato arcivescovo, titolo personale, di Mazara del Vallo)
- Gil Carrillo de Albornoz † (23 settembre 1630 - 30 marzo 1637 dimesso)
- Tommaso Caracciolo, C.R. † (30 marzo 1637 - 1663 deceduto)
- Tommaso de Sarria, O.P. † (13 aprile 1665 - 5 novembre 1682 deceduto)
- Francesco Pignatelli, C.R. † (27 settembre 1683 - 19 febbraio 1703 nominato arcivescovo di Napoli)
  - Sede vacante (1703-1713)
- Giovanni Battista Stella † (30 agosto 1713 - dicembre 1725 deceduto)
- Fabrizio de Capua † (22 dicembre 1727 - 11 dicembre 1730 nominato arcivescovo di Salerno)
- Celestino Galiani, O.S.B.Coel. † (30 aprile 1731 - 31 marzo 1732 dimesso)
- Casimiro Rossi † (19 gennaio 1733 - 5 maggio 1738 nominato arcivescovo di Salerno)
- Giovanni Rossi, C.R. † (21 maggio 1738 - febbraio 1750 deceduto)
- Antonino Sersale † (16 novembre 1750 - 11 febbraio 1754 nominato arcivescovo di Napoli)
- Isidoro Sánchez de Luna, O.S.B. † (22 aprile 1754 - 28 maggio 1759 nominato arcivescovo di Salerno)
- Francesco Saverio Mastrilli, C.R. † (13 luglio 1759 - ottobre 1777 deceduto)
- Giuseppe Capecelatro † (30 marzo 1778 - 28 marzo 1817 dimesso)
- Giovanni Antonio de Fulgure, C.M. † (25 maggio 1818 - 6 gennaio 1833 deceduto)
- Raffaele Blundo † (6 aprile 1835 - 20 giugno 1855 deceduto)
- Giuseppe Rotondo † (17 dicembre 1855 - 20 gennaio 1885 deceduto)
- Pietro Alfonso Jorio † (27 marzo 1885 - 15 novembre 1908 dimesso[35])
- Carlo Giuseppe Cecchini, O.P. † (4 dicembre 1909 - 17 dicembre 1916 deceduto)
- Orazio Mazzella † (14 aprile 1917 - 1º novembre 1934 dimesso[36])
- Ferdinando Bernardi † (21 gennaio 1935 - 18 novembre 1961 deceduto)
- Guglielmo Motolese † (16 gennaio 1962 - 10 ottobre 1987 ritirato)
- Salvatore De Giorgi (10 ottobre 1987 - 11 maggio 1990 dimesso)
- Benigno Luigi Papa, O.F.M.Cap. † (11 maggio 1990 - 21 novembre 2011 ritirato)
- Filippo Santoro (21 novembre 2011 - 22 luglio 2023 ritirato)
- Ciro Miniero, succeduto il 22 luglio 2023

## Vescovi oriundi dell'arcidiocesi
- Arcivescovo Angelo Massafra, O.F.M. (San Marzano di San Giuseppe, 23 marzo 1949), eletto vescovo di Rrëshen il 7 dicembre 1996, dal 28 marzo 1998 al 25 gennaio 2005 arcivescovo metropolita di Scutari e poi, fino all'8 gennaio 2025, arcivescovo metropolita di Scutari-Pult.
- Arcivescovo Salvatore Ligorio (Grottaglie, 13 ottobre 1948), eletto vescovo di Tricarico il 19 dicembre 1997, dal 2004 arcivescovo di Matera-Irsina, dal 2015 al 2 febbraio 2024 arcivescovo di Potenza-Muro Lucano-Marsico Nuovo.
- Vescovo Pietro Maria Fragnelli (Crispiano, 9 marzo 1952), eletto vescovo di Castellaneta il 14 febbraio 2003, dal 2013 è vescovo di Trapani.
- Vescovo Ottavio Vitale (Grottaglie, 5 febbraio 1959), eletto vescovo di Alessio il 23 novembre 2005.
- Arcivescovo Gianpiero Palmieri (Taranto, 22 marzo 1966), eletto vescovo ausiliare di Roma il 18 maggio 2018, dal 2020 vicegerente della diocesi di Roma, dal 29 ottobre 2021 è arcivescovo, titolo personale, di Ascoli Piceno e dal 2 maggio 2024 arcivescovo, titolo personale, di San Benedetto del Tronto-Ripatransone-Montalto.
- Arcivescovo Angelo Raffaele Panzetta (Pulsano, 26 agosto 1966), eletto arcivescovo di Crotone-Santa Severina il 7 novembre 2019, dal 18 giugno 2025 è arcivescovo metropolita di Lecce dopo essere stato coadiutore della medesima sede.
- Vescovo Giuseppe Russo (San Giorgio Ionico, 12 giugno 1966), eletto vescovo di Altamura-Gravina-Acquaviva della Fonti il 7 dicembre 2023

## Santi, beati, venerabili e servi di Dio dell'arcidiocesi
- Sant'Amasiano
- San Cataldo
- Sant'Egidio Maria di San Giuseppe
- San Francesco de Geronimo
- Santa Sofronia da Taranto
- Servo di Dio Alberico Semeraro
- Servo di Dio Pierangelo Capuzzimati
- Serva di Dio Paola Adamo

## Statistiche
L'arcidiocesi nel 2023 su una popolazione di 385.900 persone contava 375.700 battezzati, corrispondenti al 97,4% del totale.
| anno | popolazione | popolazione | popolazione | presbiteri | presbiteri | presbiteri | presbiteri                | diaconi | religiosi | religiosi | parrocchie |
| anno | battezzati  | totale      | %           | numero     | secolari   | regolari   | battezzati per presbitero | diaconi | uomini    | donne     | parrocchie |
| ---- | ----------- | ----------- | ----------- | ---------- | ---------- | ---------- | ------------------------- | ------- | --------- | --------- | ---------- |
| 1950 | 345.000     | 345.800     | 99,2        | 197        | 141        | 56         | 1.751                     |         | 75        | 242       | 43         |
| 1970 | 358.400     | 358.999     | 99,8        | 196        | 116        | 80         | 1.828                     |         | 95        | 500       | 67         |
| 1980 | 401.313     | 403.208     | 99,5        | 212        | 116        | 96         | 1.892                     |         | 107       | 534       | 73         |
| 1990 | 413.085     | 417.168     | 99,0        | 215        | 117        | 98         | 1.921                     | 1       | 104       | 463       | 80         |
| 1999 | 405.563     | 408.218     | 99,3        | 219        | 132        | 87         | 1.851                     | 12      | 96        | 358       | 83         |
| 2000 | 408.212     | 411.655     | 99,2        | 218        | 132        | 86         | 1.872                     | 15      | 95        | 376       | 83         |
| 2001 | 391.941     | 395.178     | 99,2        | 227        | 139        | 88         | 1.726                     | 15      | 94        | 369       | 86         |
| 2002 | 406.703     | 410.203     | 99,1        | 222        | 138        | 84         | 1.831                     | 17      | 93        | 325       | 86         |
| 2003 | 406.954     | 410.502     | 99,1        | 227        | 142        | 85         | 1.792                     | 17      | 95        | 350       | 87         |
| 2004 | 405.870     | 409.350     | 99,1        | 223        | 143        | 80         | 1.820                     | 15      | 90        | 366       | 82         |
| 2010 | 405.542     | 408.481     | 99,3        | 236        | 167        | 69         | 1.718                     | 16      | 70        | 314       | 89         |
| 2014 | 412.500     | 415.500     | 99,3        | 220        | 155        | 65         | 1.875                     | 14      | 68        | 282       | 88         |
| 2017 | 391.528     | 400.122     | 97,9        | 215        | 156        | 59         | 1.821                     | 14      | 62        | 268       | 88         |
| 2020 | 380.431     | 391.231     | 97,2        | 205        | 159        | 46         | 1.855                     | 12      | 49        | 213       | 86         |
| 2022 | 375.700     | 385.900     | 97,4        | 208        | 161        | 47         | 1.806                     | 12      | 50        | 213       | 86         |
| 2023 | 375.700     | 385.900     | 97,4        | 210        | 163        | 47         | 1.789                     | 12      | 50        | 213       | 86         |